# Yelisaveta Bagryantseva
Yelizaveta Petrovna Bagryantseva (russe : Елизавета Петровна Багрянцева ; née le 27 août 1929 et morte le 24 janvier 1996) est une athlète russe, spécialiste du lancer du disque.

## Carrière
Concourant sous les couleurs de l'URSS, elle remporte la médaille d'argent du lancer du disque lors des Jeux olympiques de 1952, à Helsinki, s'inclinant finalement avec un jet à 47,08 m face à sa compatriote Nina Romashkova. 

### Palmarès
| Date | Compétition     | Lieu     | Résultat | Marque  |
| ---- | --------------- | -------- | -------- | ------- |
| 1952 | Jeux olympiques | Helsinki | 2e       | 47,08 m |

### Records
| Épreuve          | Performance | Lieu | Date |
| ---------------- | ----------- | ---- | ---- |
| Lancer du disque | 49,20 m     |      | 1953 |